# 이나영
이나영(1979년 2월 22일 ~ )은 대한민국의 배우이다.

## 학력
- 서울오륜초등학교 (졸업)
- 오금중학교 (졸업)
- 오금고등학교 (졸업)
- 신구전문대학 경영학과 전문학사 (졸업)

## 생애
이나영은 롯데제과 초콜릿 샤샤, 청바지 브랜드 '잠뱅이'의 광고 모델로 연예계에 발을 들여놓았다. 차가운 이미지와 신비한 매력으로 데뷔 이후 광고와 스크린, 브라운관에서 맹활약을 펼쳤고, 1999년 일본 영화 《에이지》로 데뷔해 연기경력을 시작한 이후 1999년 드라마 《퀸》과 2001년 영화 《후아유》, 2002년 드라마 《네 멋대로 해라》, 2004년 《아일랜드》 등에 출연하여 독특한 연기를 보여주며 주목받으며 스타덤에 올랐다.
2004년에는 장진 감독의 영화 《아는 여자》로 제25회 청룡영화상 여우 주연상을 수상하며 톱여배우로 자리매김했다. 이후 2006년 영화 《우리들의 행복한 시간》, 2008년 영화 《비몽》, 2010년 영화 《아빠가 여자를 좋아해》 등 여러 작품에 출연하였고, 2010년 드라마 《도망자 플랜 B》로 6년여 만에 브라운관에 컴백하였다. 2012년 영화 《하울링》을 마지막으로 스크린 연기활동을 잠시 중단하고 휴식을 취하며 신중하게 차기작을 고심중이다. 6년후 2018년 11월에는 영화 《뷰티풀 데이즈》에서 아픈 과거를 지닌 채 한국에서 살아가는 젠첸의 엄마 역으로 출연했으며, 2019년 1월 드라마 《로맨스는 별책부록》에서 강단이 역으로 9년만에 드라마에 복귀했다.

## 사생활
2013년 7월 한 언론 매체에서 배우 원빈과 서로의 집을 오고가는 이나영의 모습을 포착·보도하면서 두 사람은 지난해 2012년 8월부터 남몰래 데이트를 즐기며 연인 사이로 발전되었다며 열애를 공식인정했다. 두 사람은 2011년 8월에 이나영이 원빈의 소속사인 이든나인으로 옮기면서 첫 인연을 맺었고, 두 사람들은 모두 평소에 신비주의 배우인 만큼 연애도 다른 사람들의 눈에 띄지 않게 교제해왔다. 2015년 5월 30일 2년 만에 원빈의 고향인 강원도 정선군에서 결혼식을 올렸다. 결혼식에는 두 사람의 가족들만이 유일하게 참석해 가마솥에 국수를 끓여 50여 명의 가족들과 조촐한 피로연을 가진 것으로 전해졌다. 또한 이나영은 패션 디자이너 지춘희의 웨딩드레스를 입은 것으로 알려졌는데, 지춘희 디자이너와는 10년 넘게 친분을 이어올 만큼 각별한 사이로 유명하다.

## 출연 작품

### 드라마
| 연도 | 방송사 | 제목                                  | 역할      | 비고                  |
| ---- | ------ | ------------------------------------- | --------- | --------------------- |
| 1998 | MBC    | 베스트극장 - 나는 너에게 무엇이었을까 |           | 1부작 단막극          |
| 1998 | MBC    | 남자셋 여자셋                         |           | 단역, 시트콤          |
| 1998 | SBS    | 납량 특집드라마 - 어느날 갑자기       | 귀신 소희 | 1부작 단막극, 단역    |
| 1999 | MBC    | 베스트극장 - 굿바이 오드리 헵번       | 오영은    | 1부작 단막극          |
| 1999 | MBC    | 우리가 정말 사랑했을까                | 강재영    | 44부작                |
| 1999 | SBS    | 카이스트                              | 이혜성    | 81부작                |
| 1999 | SBS    | 퀸                                    | 오순정    | 16부작                |
| 1999 | SBS    | TV영화 러브스토리 - 메시지            | 소영      | 2부작 단막극          |
| 1999 | KBS2   | 마법의 성                             | 홍윤희    | 16부작                |
| 2000 | KBS2   | 멋진 친구들                           | 이나영    | 시트콤                |
| 2002 | MBC    | 네 멋대로 해라                        | 전경      | 20부작                |
| 2004 | MBC    | 아일랜드                              | 이중아    | 16부작                |
| 2009 | MBC    | 지붕 뚫고 하이킥                      | 이나봉    | 85회 특별출연, 시트콤 |
| 2010 | KBS2   | 도망자 플랜 B                         | 진이      | 20부작                |
| 2019 | tvN    | 로맨스는 별책부록                     | 강단이    | 16부작                |
| 2023 | WAVVE  | 박하경 여행기                         | 박하경    | 8부작                 |

### 영화
| 연도 | 제목                 | 역할   | 비고                    |  |
| ---- | -------------------- | ------ | ----------------------- |  |
| 1999 | 에이지(英二)         | 매화   | 일본 영화               |  |
| 2001 | 천사몽               | 쇼쇼   |                         |  |
| 2002 | 후아유               | 서인주 |                         |  |
| 2003 | 영어완전정복         | 나영주 |                         |  |
| 2004 | 대성소사(大城小事)   |        | 홍콩 영화, 우정출연     |  |
| 2004 | 우리 집              |        | 단편영화                |  |
| 2004 | 아는 여자            | 한이연 |                         |  |
| 2006 | 우리들의 행복한 시간 | 문유정 |                         |  |
| 2008 | 비몽                 | 란     |                         |  |
| 2010 | 아빠가 여자를 좋아해 | 손지현 |                         |  |
| 2012 | 하울링               | 차은영 |                         |  |
| 2013 | 극장판 스펙 : 결     |        | 일본 영화, 우정출연     |  |
| 2015 | 여자, 남자 - 슬픈 씬 |        | 옴니버스 영화, 단편영화 |  |
| 2018 | 뷰티풀 데이즈        | 엄마   |                         |  |
| 2023 | 박하경 여행기        | 박하경 |                         |  |

### 뮤직 비디오
| 연도 | 제목                | 가수                 | 비고 |
| ---- | ------------------- | -------------------- | ---- |
| 1998 | 기적                | 김동률(feat. 이소은) |      |
| 1998 | 마지막 거짓말       | 윤상                 |      |
| 1998 | Kiss Me             | 박진영               |      |
| 1999 | 비아막속 (非我莫屬) | 여명                 |      |
| 2000 | 나의 연인           | 임창정               |      |
| 2000 | 너만은 모르길       | 애즈원               |      |
| 2001 | Catherine's Wheel   | Rialto               |      |
| 2001 | 잘 가요, 내 사랑    | 조성모               |      |

### 텔레비전 프로그램
| 연도      | 방송사 | 제목                                           | 역할             | 비고                                             |
| --------- | ------ | ---------------------------------------------- | ---------------- | ------------------------------------------------ |
| 1999      | KBS1   | TV는 사랑을 싣고                               | 게스트           | 이나영, 김흥국 편, 1999.7.23 방송                |
| 1999      | SBS    | 김혜수의 플러스 유                             | 게스트           | 1999.9.8 방송                                    |
| 1999      | KBS2   | 슈퍼 TV 일요일은 즐거워                        | 게스트           | '여왕 드림팀vs여걸 드림팀' 특집, 1999.11.13 방송 |
| 2000      | MBC    | 일요일 일요일 밤에 - 감자골 아이들             | 보건소 여직원    |                                                  |
| 2000~2001 | KBS2   | 뮤직뱅크                                       | MC (with 이휘재) | 2000.10.12 ~ 2001.4.26 방송                      |
| 2003      | KBS2   | 개그콘서트 - 봉숭아학당                        | 게스트           | 2003.11.2 방송                                   |
| 2010      | KBS2   | 승승장구                                       | 특별출연         | 성동일 편, 2010.10.26 방송                       |
| 2012      | MBC    | 무한도전 - 이나영과의 첫 만남, 개그학개론 특집 | 게스트           | 2012.7.28 ~ 8.11 방송                            |

## 기타 경력
- 2005년 12월 법무부 교정홍보대사
- 2007년 4월 국세청 명예홍보위원 위촉

## 광고
| 연도                 | 기업명           | 제품명                            | 종류                 | 공동 출연                                                                      |
| -------------------- | ---------------- | --------------------------------- | -------------------- | ------------------------------------------------------------------------------ |
| 1998                 | 롯데제과         | 샤샤                              | 초콜릿               |                                                                                |
| 1998                 | (주)잠뱅이       | 잠뱅이                            | 청바지, 의류         |                                                                                |
| 1998~1999            | 동산C&G          | 섹시마일드샴푸                    | 샴푸                 | 류시원                                                                         |
| 1999                 | (주)5425         | 700-5425                          | 통화연결음 서비스    |                                                                                |
| 1999                 | SK텔레콤         | SPEED 011                         | 통신사               |                                                                                |
| 1999~2005            | 아모레퍼시픽     | 라네즈                            | 화장품               |                                                                                |
| 2000                 | KT               | 메가패스                          | 초고속 인터넷 서비스 |                                                                                |
| 2000                 | 태울엔터테인먼트 | 신영웅문                          | 게임                 | [ 6 ]                                                                          |
| 2000~2001            | 신원그룹         | VIKI                              | 여성의류             |                                                                                |
| 2000, 2006~2008      | 동서식품         | 맥심 커피믹스                     | 커피                 |                                                                                |
| 2001                 | LG유니참         | SOFY 아이프리오버나이트           | 여성 생리대          |                                                                                |
| 2001~2003            | 삼성전자         | 애니콜                            | 휴대폰               | 안성기, 장혁, 차태현                                                           |
| 2002                 | (주)파크랜드     | 크렌시아                          | 캐쥬얼 의류          | 조승우                                                                         |
| 2002                 | 동서식품         | 맥심 카푸치노                     | 커피                 |                                                                                |
| 2002                 | 대우위니아       | 뉴온                              | 이온수기             |                                                                                |
| 2002                 | KT               | KT전화                            | 집전화 서비스        | 한채영, 김래원                                                                 |
| 2002                 | 해태제과         | 자일리톨333                       | 껌                   |                                                                                |
| 2004                 | 롯데제과         | 샤샤                              | 스낵                 |                                                                                |
| 2004                 | 롯데제과         | 파나코타                          | 스낵                 |                                                                                |
| 2004                 | (주)NHN          | 당신은 골프왕                     | 게임                 | 조인성                                                                         |
| 2004~2006            | (주)롯데GRS      | 나뚜루                            | 아이스크림           |                                                                                |
| 2004~2011            | LG전자           | 트롬                              | 세탁기, 건조기       | 정채은(2005년), 김수정(2009년), 이기광(2011년)                                 |
| 2005                 | 서울우유협동조합 | 퓨오레                            | 유제품               |                                                                                |
| 2005~2007            | 벽산건설         | 벽산 블루밍, WI CITY              | 아파트               |                                                                                |
| 2005~2007            | 삼성카드         | 삼성카드                          | 신용카드             | 장동건                                                                         |
| 2006                 | SK텔레콤         | 네이트(NATE)                      | 통신사               | 정지훈                                                                         |
| 2006, 2009           | 동서식품         | 맥심 1/2 칼로리 커피믹스          | 커피                 | 최화정(2008년), 강지환(2009년)                                                 |
| 2006~2011            | 아모레퍼시픽     | 아이오페                          | 화장품               |                                                                                |
| 2006~2011, 2017~2018 | 동서식품         | 맥심 아이스커피믹스               | 커피                 | 조인성(2008년), 윤상현(2009년), 박상면(2010년), 자이언티(2017년), 헨리(2018년) |
| 2007                 | 한국 닌텐도      | 뉴슈퍼마리오브라더스              | 게임기               |                                                                                |
| 2007                 | 한국 닌텐도      | 닌텐독스                          | 게임기               |                                                                                |
| 2007~2008            | (주)파리크라상   | 파리바게트                        | 제빵 프랜차이즈      |                                                                                |
| 2008                 | 아모레퍼시픽     | 아리따움                          | 화장품               | 송혜교, 한가인, 한지민                                                         |
| 2008                 | (주)세정         | 올리비아 로렌                     | 여성의류             |                                                                                |
| 2009~2010            | 신원그룹         | 베스띠벨리                        | 여성의류             |                                                                                |
| 2010                 | 동서식품         | 맥심 추석선물세트                 | 커피                 |                                                                                |
| 2010~2011            | 캐논 코리아      | 익서스                            | 카메라               |                                                                                |
| 2010~2014            | (주)LX하우시스   | LX하우시스 지인                   | 토탈 인테리어브랜드  |                                                                                |
| 2011                 | 포워드 벤처스    | 쿠팡                              | 소셜 커머스앱        | 김현중                                                                         |
| 2011                 | 동서식품         | 맥심 타시모 맥심 아이스 브레이크  | 가정용 캡슐커피 머신 |                                                                                |
| 2011~2013, 2016~2017 | 에프알엘코리아   | 유니클로                          | 의류                 |                                                                                |
| 2012                 | 르노코리아자동차 | NEW SM3                           | 자동차               | 공유, 유지태                                                                   |
| 2013                 | 르노코리아자동차 | QM5                               | 자동차               |                                                                                |
| 2013                 | 동원F&B          | 리챔                              | 식품                 |                                                                                |
| 2012~현재            | 동서식품         | 맥심 모카골드                     | 커피                 | 송중기(2013년), 김우빈(2014~2017년)                                            |
| 2013~2014            | 한국 로레알(유)  | 랑콤                              | 화장품               |                                                                                |
| 2015                 | 삼성카드         | 삼성카드 링크                     | 신용카드             | 유해진                                                                         |
| 2015                 | LG유니참         | SOFY 한결                         | 여성 생리대          |                                                                                |
| 2015                 | 동서식품         | 맥심: Travel with Maxim 이나영 편 | 커피                 |                                                                                |
| 2016~2017            | LG생활건강       | 숨37                              | 화장품               |                                                                                |
| 2017~현재            | LG전자           | 프라엘                            | 뷰티 기기            | 김희애(2020년)                                                                 |
| 2019                 | (주)세정         | 디디에두보                        | 주얼리               |                                                                                |
| 2019~현재            | 애경산업         | AGE 20's                          | 화장품               |                                                                                |
| 2019~현재            | 신성통상         | 탑텐                              | 스파 의류            |                                                                                |
| 2021~현재            | (주) 뉴온        | 뉴온 시서스                       | 건강기능식품         |                                                                                |
| 2024 ~ 현재          | 동국제약         | 센시아                            | 의약품               |                                                                                |

## 수상 및 후보
| 년도 | 상                                     | 부문                           | 작품                 | 결과 |
| ---- | -------------------------------------- | ------------------------------ | -------------------- | ---- |
| 2002 | MBC 연기대상                           | 미니시리즈부문 여자 우수연기상 | 네 멋대로 해라       | 수상 |
| 2003 | 제39회 백상예술대상                    | TV부문 여자 최우수연기상       | 네 멋대로 해라       | 후보 |
| 2004 | 제12회 이천춘사대상영화제              | 여우주연상                     | 아는 여자            | 수상 |
| 2004 | 제25회 청룡영화상                      | 여우주연상                     | 아는 여자            | 수상 |
| 2004 | 제5회 올해의 여성영화인상              | 연기상                         | 아는 여자            | 수상 |
| 2004 | MBC 연기대상                           | 여자 최우수연기상              | 아일랜드             | 후보 |
| 2004 | MBC 연기대상                           | 여자 인기상                    | 아일랜드             | 수상 |
| 2004 | MBC 연기대상                           | 베스트 커플상 (with 김민준)    | 아일랜드             | 후보 |
| 2006 | 2006 한국광고주대회 광고주의 밤 시상식 | 광고주가 뽑은 좋은 모델상      | 빈칸                 | 수상 |
| 2006 | 제27회 청룡영화상                      | 여우주연상                     | 우리들의 행복한 시간 | 후보 |
| 2007 | 제1회 대한민국 방송광고 페스티벌       | 베스트 파트너상                | 빈칸                 | 수상 |
| 2007 | 제41회 납세자의 날                     | 국무총리 표창                  | 빈칸                 | 수상 |
| 2010 | KBS 연기대상                           | 중편드라마부문 여자 우수연기상 | 도망자 플랜 B        | 후보 |
| 2010 | KBS 연기대상                           | 여자 네티즌상                  | 도망자 플랜 B        | 후보 |
| 2010 | KBS 연기대상                           | 베스트 커플상 (with 정지훈)    | 도망자 플랜 B        | 후보 |

## 가족
- 부모
- 형제자매 오빠, 언니
- 배우자 원빈
- 자녀 1남